# Steven O'Donnell
Pour les articles homonymes, voir O'Donnell.
Steven O'Donnell, né le 19 mai 1963, est un acteur britannique.

## Filmographie
- 1998 : Martha, Frank, Daniel et Lawrence (Martha, Meet Frank, Daniel and Laurence) de Nick Hamm : Male Information Official
- 1999 : Hôtel Paradiso, une maison sérieuse (Guest House Paradiso), d'Adrian Edmondson : Chef
- 2008 : Bienvenue au cottage (The Cottage), de Paul Andrew Williams
- 2011 : Conan (Conan the Barbarian), de Marcus Nispel